# Liste des membres du conseil régional de Picardie de 2010 à 2015
 (juin 2016).
Si vous disposez d'ouvrages ou d'articles de référence ou si vous connaissez des sites web de qualité traitant du thème abordé ici, merci de compléter l'article en donnant les références utiles à sa vérifiabilité et en les liant à la section « Notes et références ».
Cet article dresse la liste des 57 membres du Conseil régional de Picardie élus lors de l'élection régionale de 2010 en Picardie, ainsi que les changements intervenus en cours de mandature.

## Conseil issu des élections de 2010 et changements

### Liste et groupes
| Dép.  | Liste                            | N° | Nom                       |  | Parti                      | Groupe                                                                    | Changements                                   |
| ----- | -------------------------------- | -- | ------------------------- |  | -------------------------- | ------------------------------------------------------------------------- | --------------------------------------------- |
| Aisne | Gauche et écologistes rassemblés | 1  | Anne Ferreira             |  | PS                         | Socialiste, républicain et citoyen                                        |                                               |
| Aisne | Gauche et écologistes rassemblés | 2  | Alain Reuter              |  | PS                         | Socialiste, républicain et citoyen                                        |                                               |
| Aisne | Gauche et écologistes rassemblés | 3  | Michèle Cahu              |  | Écolo! (EÉ jusqu'en 2015)  | Écologiste (Europe Écologie en 2010-2014)                                 |                                               |
| Aisne | Gauche et écologistes rassemblés | 4  | Bernard Bronchain         |  | IDG                        | Socialiste, républicain et citoyen                                        |                                               |
| Aisne | Gauche et écologistes rassemblés | 5  | Mireille Tiquet           |  | PS                         | Socialiste, républicain et citoyen                                        |                                               |
| Aisne | Gauche et écologistes rassemblés | 6  | Jean-Louis Bricout        |  | PS                         | Socialiste, républicain et citoyen                                        |                                               |
| Aisne | Gauche et écologistes rassemblés | 7  | Claudine Doukhan          |  | Écolo! (PS jusqu'en 2014)  | Écologiste (Socialiste, républicain et citoyen en 2010-2014)              |                                               |
| Aisne | Gauche et écologistes rassemblés | 8  | Franck Delattre           |  | Écolo! (EÉ jusqu'en 2015)  | Écologiste (Europe Écologie en 2010-2014)                                 |                                               |
| Aisne | Gauche et écologistes rassemblés | 9  | Sylvie Hubert             |  | PRG                        | Parti radical de gauche                                                   |                                               |
| Aisne | Gauche et écologistes rassemblés | 10 | Michel Vignal             |  | MRC                        | Socialiste, républicain et citoyen                                        |                                               |
| Aisne | Envie de Picardie                | 1  | Christophe Coulon         |  | UMP                        | Envie de Picardie                                                         |                                               |
| Aisne | Envie de Picardie                | 2  | Monique Ryo               |  | UDI-FED (NC jusqu'en 2012) | Envie de Picardie                                                         |                                               |
| Aisne | Envie de Picardie                | 3  | Frédéric Meura            |  | UMP                        | Envie de Picardie                                                         | Démissionne le 22 mai 2014                    |
| Aisne | Envie de Picardie                | 4  | Isabelle Létrillart       |  | UMP (MPF jusqu'en 2012)    | Envie de Picardie                                                         |                                               |
| Aisne | Envie de Picardie                | 5  | Sébastien Manscourt       |  | UDI-PR                     | Envie de Picardie                                                         | Remplace Frédéric Meura le 23 mai 2014        |
| Aisne | Front national                   | 1  | Franck Briffaut           |  | FN                         | Front national                                                            | Démissionne le 13 mai 2015                    |
| Aisne | Front national                   | 2  | Nathalie Betegnies        |  | FN                         | Front national                                                            | Démissionne le 22 mars 2010                   |
| Aisne | Front national                   | 3  | Dominique Padieu          |  | FN                         | Front national                                                            | Remplace Béatrice Betegnies le 23 mars 2010   |
| Aisne | Front national                   | 4  | Michelle Dall'Ara         |  | FN                         | Front national                                                            | Remplace Franck Briffaut le 14 mai 2015       |
| Oise  | Gauche et écologistes rassemblés | 1  | Claude Gewerc             |  | PS                         | Socialiste, républicain et citoyen                                        |                                               |
| Oise  | Gauche et écologistes rassemblés | 2  | Béatrice Lejeune          |  | PS                         | Socialiste, républicain et citoyen                                        |                                               |
| Oise  | Gauche et écologistes rassemblés | 3  | François Veillerette      |  | EELV                       | EELV (Europe Écologie en 2010-2014, Écologiste en 2014-2015)              |                                               |
| Oise  | Gauche et écologistes rassemblés | 4  | Laurence Rossignol        |  | PS                         | Socialiste, républicain et citoyen                                        |                                               |
| Oise  | Gauche et écologistes rassemblés | 5  | Philippe Massein          |  | PS                         | Socialiste, républicain et citoyen                                        |                                               |
| Oise  | Gauche et écologistes rassemblés | 6  | Marie-Christine Guillemin |  | EELV                       | EELV (Europe Écologie en 2010-2014, Écologiste en 2014-2015)              |                                               |
| Oise  | Gauche et écologistes rassemblés | 7  | Daniel Beurdeley          |  | MUP                        | Communistes et Progressistes unitaires                                    |                                               |
| Oise  | Gauche et écologistes rassemblés | 8  | Méral Jajan               |  | PS                         | Socialiste, républicain et citoyen                                        |                                               |
| Oise  | Gauche et écologistes rassemblés | 9  | Thibaud Viguier           |  | PS                         | Socialiste, républicain et citoyen                                        |                                               |
| Oise  | Gauche et écologistes rassemblés | 10 | Fatima Abla               |  | SE (EELV jusqu'en 2014)    | Non inscrit (Europe Écologie en 2010-2014)                                | Démissionne le 9 octobre 2014                 |
| Oise  | Gauche et écologistes rassemblés | 11 | Jean-François Dardenne    |  | DVG (PS jusqu'en 2015)     | Renouveau et démocratie (Socialiste, républicain et citoyen en 2010-2015) |                                               |
| Oise  | Gauche et écologistes rassemblés | 12 | Josiane Baeckelandt       |  | PRG                        | Parti radical de gauche                                                   |                                               |
| Oise  | Gauche et écologistes rassemblés | 13 | Thierry Brochot           |  | EELV                       | EELV (Europe Écologie en 2010-2014, Écologiste en 2014-2015)              |                                               |
| Oise  | Gauche et écologistes rassemblés | 14 | Frédéric Fillon-Quibel    |  | DVG (PS jusqu'en 2015)     | Renouveau et démocratie (Socialiste, républicain et citoyen en 2010-2015) | Remplace Fatima Abla le 10 octobre 2014       |
| Oise  | Envie de Picardie                | 1  | Caroline Cayeux           |  | UMP                        | Envie de Picardie                                                         | Démissionne le 30 octobre 2011                |
| Oise  | Envie de Picardie                | 2  | Édouard Courtial          |  | UMP                        | Envie de Picardie                                                         | Démissionne le 14 octobre 2010                |
| Oise  | Envie de Picardie                | 3  | Manoëlle Martin           |  | UMP                        | Envie de Picardie                                                         |                                               |
| Oise  | Envie de Picardie                | 4  | Noureddine Nachite        |  | UMP                        | Envie de Picardie                                                         |                                               |
| Oise  | Envie de Picardie                | 5  | Anne-Marie Vivé           |  | DVD                        | Envie de Picardie                                                         |                                               |
| Oise  | Envie de Picardie                | 6  | Franck Pia                |  | UDI-NC                     | Envie de Picardie                                                         |                                               |
| Oise  | Envie de Picardie                | 7  | Élodie Gossuin            |  | DVD                        | Envie de Picardie                                                         | Remplace Édouard Courtial le 15 octobre 2010  |
| Oise  | Envie de Picardie                | 8  | Olivier Paccaud           |  | UMP                        | Envie de Picardie                                                         | Remplace Caroline Cayeux le 1er novembre 2011 |
| Oise  | Front national                   | 1  | Michel Guiniot            |  | FN                         | Front national                                                            |                                               |
| Oise  | Front national                   | 2  | Sandrine Leroy            |  | FN                         | Front national                                                            |                                               |
| Oise  | Front national                   | 3  | André Fouchard            |  | FN                         | Front national                                                            |                                               |
| Oise  | Front national                   | 4  | Christelle Simon          |  | FN                         | Front national                                                            |                                               |
| Somme | Gauche et écologistes rassemblés | 1  | Nicolas Dumont            |  | PS                         | Socialiste, républicain et citoyen                                        |                                               |
| Somme | Gauche et écologistes rassemblés | 2  | Valérie Kumm              |  | PS                         | Socialiste, républicain et citoyen                                        |                                               |
| Somme | Gauche et écologistes rassemblés | 3  | Didier Cardon             |  | PS                         | Socialiste, républicain et citoyen                                        |                                               |
| Somme | Gauche et écologistes rassemblés | 4  | Christine Lefevre         |  | PS                         | Socialiste, républicain et citoyen                                        |                                               |
| Somme | Gauche et écologistes rassemblés | 5  | Christophe Porquier       |  | Écolo! (EÉ jusqu'en 2015)  | Écologiste (Europe Écologie de 2010 à 2014)                               |                                               |
| Somme | Gauche et écologistes rassemblés | 6  | Annie-Claude Leuliette    |  | PS                         | Socialiste, républicain et citoyen                                        |                                               |
| Somme | Gauche et écologistes rassemblés | 7  | Olivier Chapuis-Roux      |  | MUP                        | Communistes et Progressistes unitaires                                    |                                               |
| Somme | Gauche et écologistes rassemblés | 8  | Sandrine Goffinon         |  | MRC                        | Socialiste, républicain et citoyen                                        |                                               |
| Somme | Gauche et écologistes rassemblés | 9  | Mohamed Boulafrad         |  | LGM (PS jusqu'en 2014)     | Renouveau et démocratie (Socialiste, républicain et citoyen en 2010-2015) |                                               |
| Somme | Gauche et écologistes rassemblés | 10 | Nathalie Brandicourt      |  | Écolo! (EÉ jusqu'en 2015)  | Écologiste (Europe Écologie de 2010 à 2014)                               |                                               |
| Somme | Gauche et écologistes rassemblés | 11 | Fabrice Dalongeville      |  | PRG                        | Parti radical de gauche                                                   |                                               |
| Somme | Gauche et écologistes rassemblés | 12 | Françoise Van Hecke       |  | MUP                        | Communistes et Progressistes unitaires                                    |                                               |
| Somme | Envie de Picardie                | 1  | Olivier Jardé             |  | UDI-NC                     | Envie de Picardie                                                         | Démissionne le 21 avril 2010                  |
| Somme | Envie de Picardie                | 2  | Brigitte Lhomme           |  | UMP                        | Envie de Picardie                                                         |                                               |
| Somme | Envie de Picardie                | 3  | Jean Pilniak              |  | CPNT                       | Envie de Picardie                                                         |                                               |
| Somme | Envie de Picardie                | 4  | Maryse Fagot              |  | UDI-NC                     | Envie de Picardie                                                         |                                               |
| Somme | Envie de Picardie                | 5  | Marc Bonef                |  | UMP                        | Envie de Picardie                                                         | Remplace Olivier Jardé le 22 avril 2010       |
| Somme | Front national                   | 1  | Wallerand de Saint-Just   |  | FN                         | Front national                                                            |                                               |
| Somme | Front national                   | 2  | Mylène Troszczynski       |  | FN                         | Front national                                                            |                                               |

### Exécutif
| Titulaire | Titulaire                 | Fonction             | Compétences |
| --------- | ------------------------- | -------------------- | --- |
|           | Claude Gewerc             | Président            | |
|           | Nicolas Dumont            | 1er Vice-président   | Aménagement et développement durable du territoire, grands projets et planification                            |
|           | Christophe Porquier       | 2e Vice-président    | Eco-développement, énergie-climat                                                                              |
|           | Béatrice Lejeune          | 3e Vice-présidente   | Territorialisation et développement intégré des territoires, logement, précarité énergétique                   |
|           | Anne Ferreira             | 4e Vice-présidente   | Développement économique, agriculture, recherche, innovation, enseignement supérieur, Europe, co-développement |
|           | Daniel Beurdeley          | 5e Vice-président    | Transports |
|           | Philippe Massein          | 6e Vice-président    | Finances, décentralisation                                                                                     |
|           | Laurence Rossignol        | 7e Vice-présidente   | Egalité des chances, vie associatives, jeunesse                                                                |
|           | François Veillerette      | 8e Vice-président    | Environnement, alimentation                                                                                    |
|           | Didier Cardon             | 9e Vice-président    | Emploi, démocratie économique, entreprise en difficulté, commerce, artisanat, formation professionnelle        |
|           | Sylvie Hubert             | 10e Vice-présidente  | Apprentissage                                                                                                  |
|           | Valérie Kumm              | 11e Vice-présidente  | Lycées |
|           | Alain Reuter              | 12e Vice-président   | Culture |
|           | Marie-Christine Guillemin | 13e Vice-président   | Economie sociale et solidaire, commerce équitable et circuits courts                                           |
|           | Olivier Chapuis-Roux      | 14e Vice-président   | Sports et traditions populaires                                                                                |
|           | Mireille Tiquet           | 15e Vice-présidente  | Handicap, retraite active, santé territoire                                                                    |
|           |                           |                      | |
|           | Mohamed Boulafrad         | Conseiller délégué   | Mise en œuvre du schéma des loisirs et des sports de nature                                                    |
|           | Michèle Cahu              | Conseillère déléguée | Coopération décentralisée (Bénin, Niger, Madagascar)                                                           |
|           | Annie-Claude Leuliette    | Conseillère déléguée | Côte picarde                                                                                                   |
|           | Françoise Van Hecke       | Conseillère déléguée | Jardins et tourisme                                                                                            |
|           | Michel Vignal             | Conseiller délégué   | Vie étudiante                                                                                                  |
|           | Thibaud Viguier           | Conseiller délégué   | Lycées et réseau éducation sans frontières                                                                     |

## Historique

### Nombre d'élus le 21 mars 2010

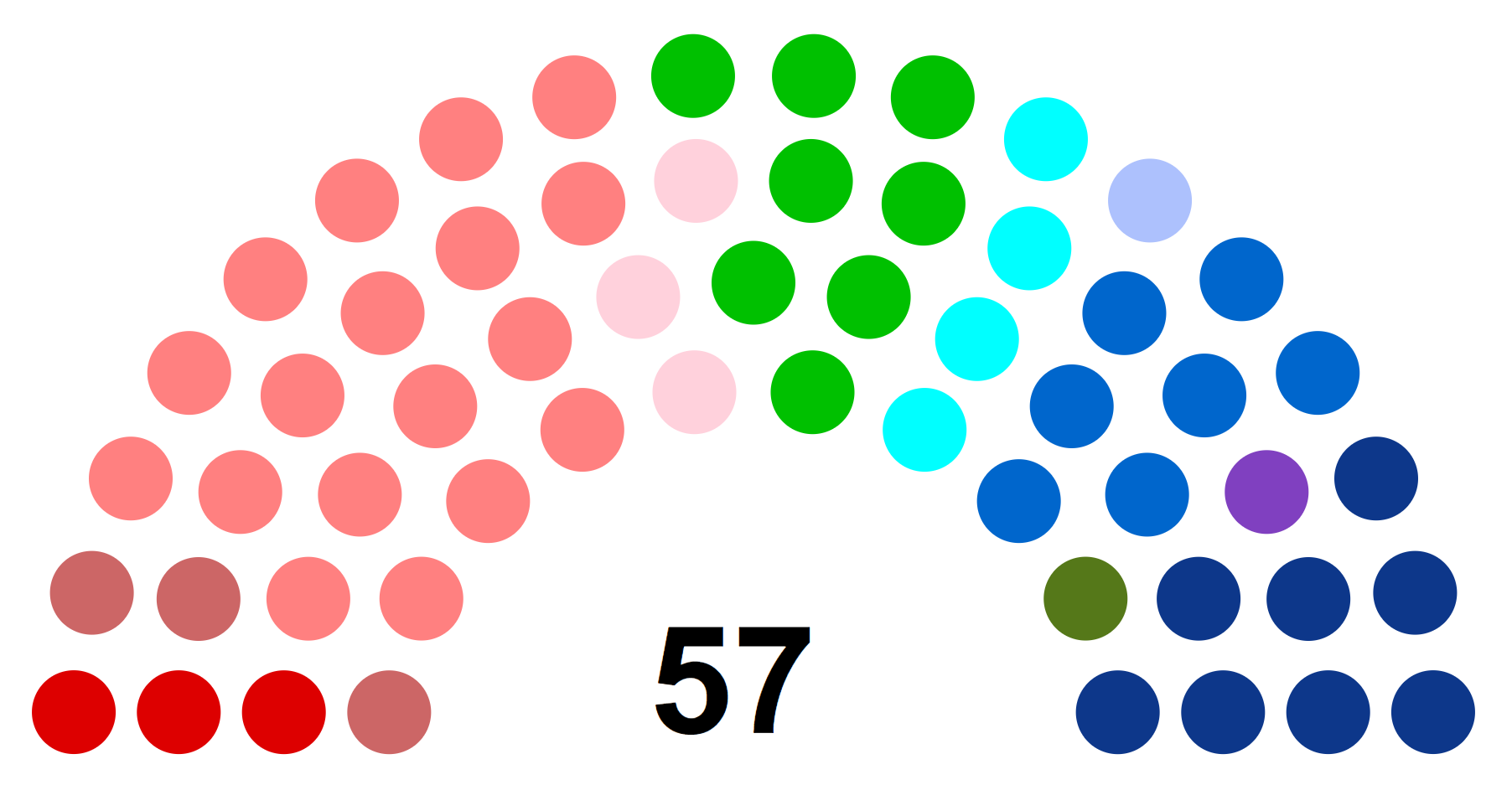
Composition du conseil régional en avril 2010

|            |                                          | 02 | 60 | 80 | TOTAL | Listes de 2010                      |
|            | Parti socialiste                         | 5  | 7  | 6  | 18    | Gauche et écologistes rassemblés 35 |
|            | Europe Écologie                          | 2  | 4  | 2  | 8     | Gauche et écologistes rassemblés 35 |
|            | Parti radical de gauche                  | 1  | 1  | 1  | 3     | Gauche et écologistes rassemblés 35 |
|            | Mouvement unitaire progressiste (ex-PCF) | /  | 1  | 2  | 3     | Gauche et écologistes rassemblés 35 |
|            | Mouvement républicain et citoyen         | 1  | /  | 1  | 2     | Gauche et écologistes rassemblés 35 |
|            | Initiative démocratique de gauche        | 1  | /  | /  | 1     | Gauche et écologistes rassemblés 35 |
|            | Union pour un mouvement populaire        | 2  | 4  | 1  | 7     | Envie de Picardie 14                |
|            | Nouveau centre                           | 1  | 1  | 2  | 4     | Envie de Picardie 14                |
|            | Divers droite                            | /  | 1  | /  | 1     | Envie de Picardie 14                |
|            | Mouvement pour la France                 | 1  | /  | /  | 1     | Envie de Picardie 14                |
|            | Chasse, pêche, nature et traditions      | /  | /  | 1  | 1     | Envie de Picardie 14                |
|            | Front national                           | 2  | 4  | 2  | 8     | Front national 8                    |
| TOTAL ÉLUS | TOTAL ÉLUS                               | 16 | 23 | 18 | 57    |                                     |

### Nombre d'élus le 29 novembre 2015

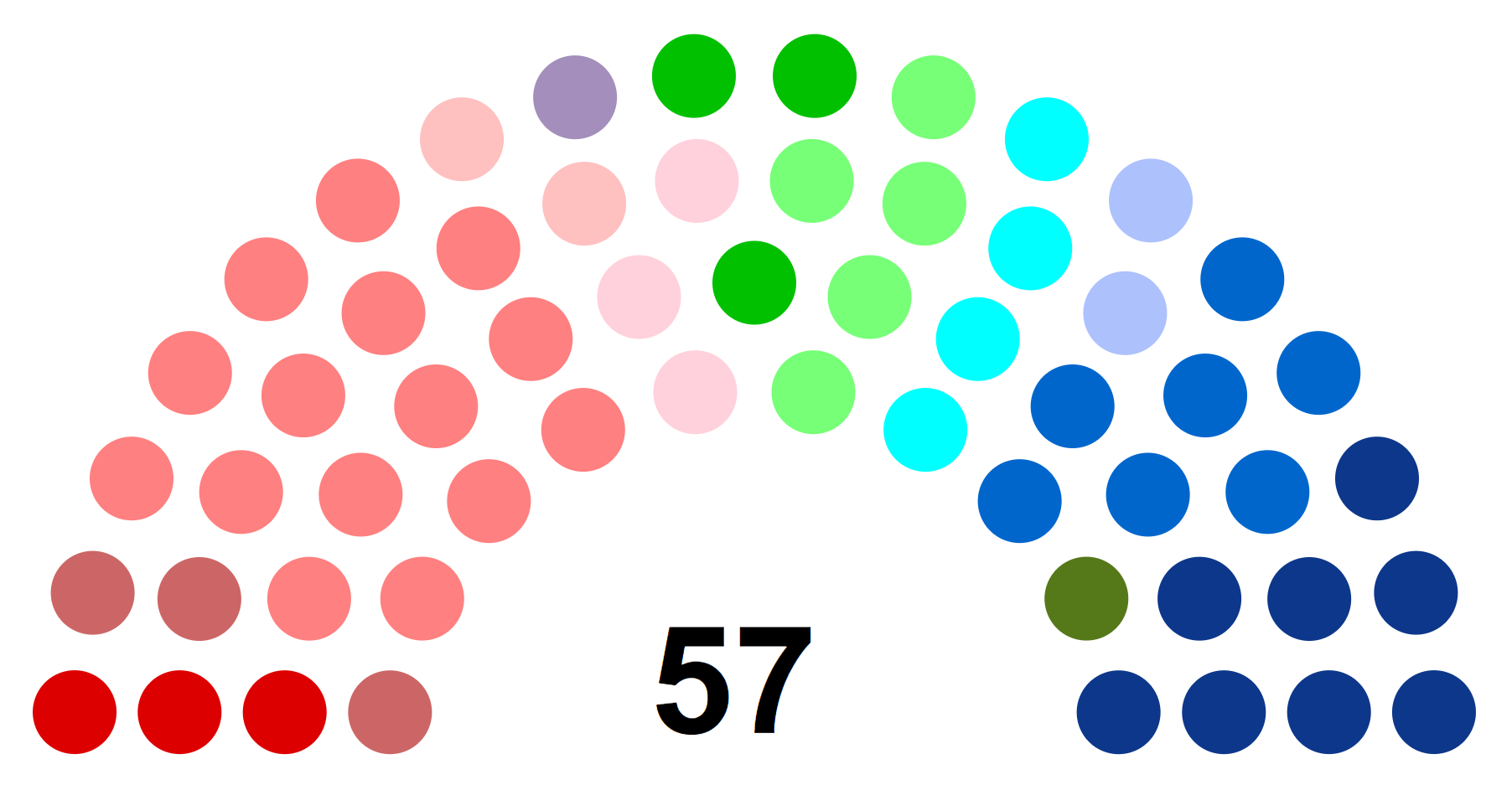
Composition du conseil régional en novembre 2015

|            |                                      | 02 | 60 | 80 | TOTAL | Listes de 2010                      |
|            | Parti socialiste                     | 4  | 6  | 5  | 15    | Gauche et écologistes rassemblés 35 |
|            | Écologistes !                        | 3  | /  | 2  | 5     | Gauche et écologistes rassemblés 35 |
|            | Europe Écologie Les Verts            | /  | 3  | /  | 3     | Gauche et écologistes rassemblés 35 |
|            | Parti radical de gauche              | 1  | 1  | 1  | 3     | Gauche et écologistes rassemblés 35 |
|            | Mouvement des progressistes (ex-PCF) | /  | 1  | 2  | 3     | Gauche et écologistes rassemblés 35 |
|            | Divers gauche (ex-PS)                | /  | 2  | /  | 2     | Gauche et écologistes rassemblés 35 |
|            | Mouvement républicain et citoyen     | 1  | /  | 1  | 2     | Gauche et écologistes rassemblés 35 |
|            | Initiative démocratique de gauche    | 1  | /  | /  | 1     | Gauche et écologistes rassemblés 35 |
|            | La Gauche moderne                    | /  | /  | 1  | 1     | Gauche et écologistes rassemblés 35 |
|            | Union pour un mouvement populaire    | 2  | 3  | 2  | 7     | Envie de Picardie 14                |
|            | Union des démocrates et indépendants | 2  | 1  | 1  | 4     | Envie de Picardie 14                |
|            | Divers droite                        | /  | 2  | /  | 2     | Envie de Picardie 14                |
|            | Chasse, pêche, nature et traditions  | /  | /  | 1  | 1     | Envie de Picardie 14                |
|            | Front national                       | 2  | 4  | 2  | 8     | Front national 8                    |
| TOTAL ÉLUS | TOTAL ÉLUS                           | 16 | 23 | 18 | 57    |                                     |

### Évolution de l'assemblée régionale

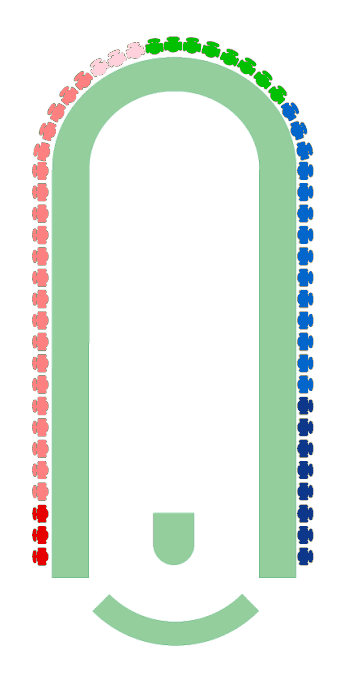
2010-2014
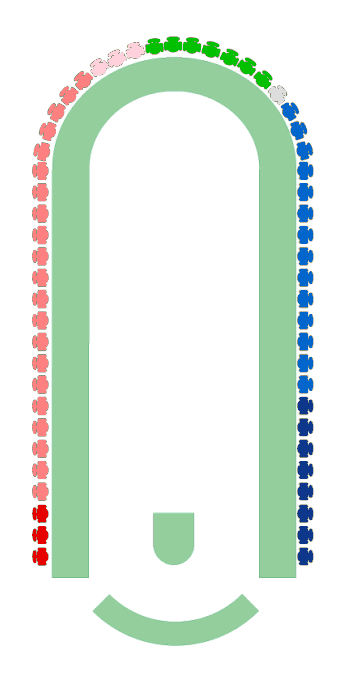
2014
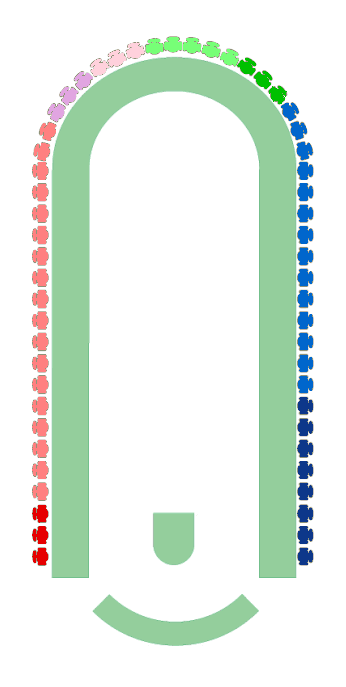
2014-2015

|                  | Groupe | Groupe | Groupe | Groupe | Groupe | Groupe | Groupe | Groupe | Non inscrits |
| CPU              | SRC    | R&D    | PRG    | ÉCO    | EELV   | EDP    | FN     |        | Non inscrits |
| ---------------- | ------ | ------ | ------ | ------ | ------ | ------ | ------ | ------ | ------------ |
|                  |        |        |        |        |        |        |        |        | Non inscrits |
| 1er avril 2010   | 3      | 21     | -      | 3      | 8      | -      | 14     | 8      | -            |
| 1er janvier 2011 | 3      | 21     | -      | 3      | 8      | -      | 14     | 8      | -            |
| 1er janvier 2012 | 3      | 21     | -      | 3      | 8      | -      | 14     | 8      | -            |
| 1er janvier 2013 | 3      | 21     | -      | 3      | 8      | -      | 14     | 8      | -            |
| 1er janvier 2014 | 3      | 21     | -      | 3      | 7      | -      | 14     | 8      | 1            |
| 1er janvier 2015 | 3      | 18     | 3      | 3      | 5      | 3      | 14     | 8      | -            |

- 2010-2014
- 2014
- 2014-2015